# St. Joseph (Bielefeld)
Koordinaten: 52° 1′ 54,8″ N, 8° 32′ 25,8″ O

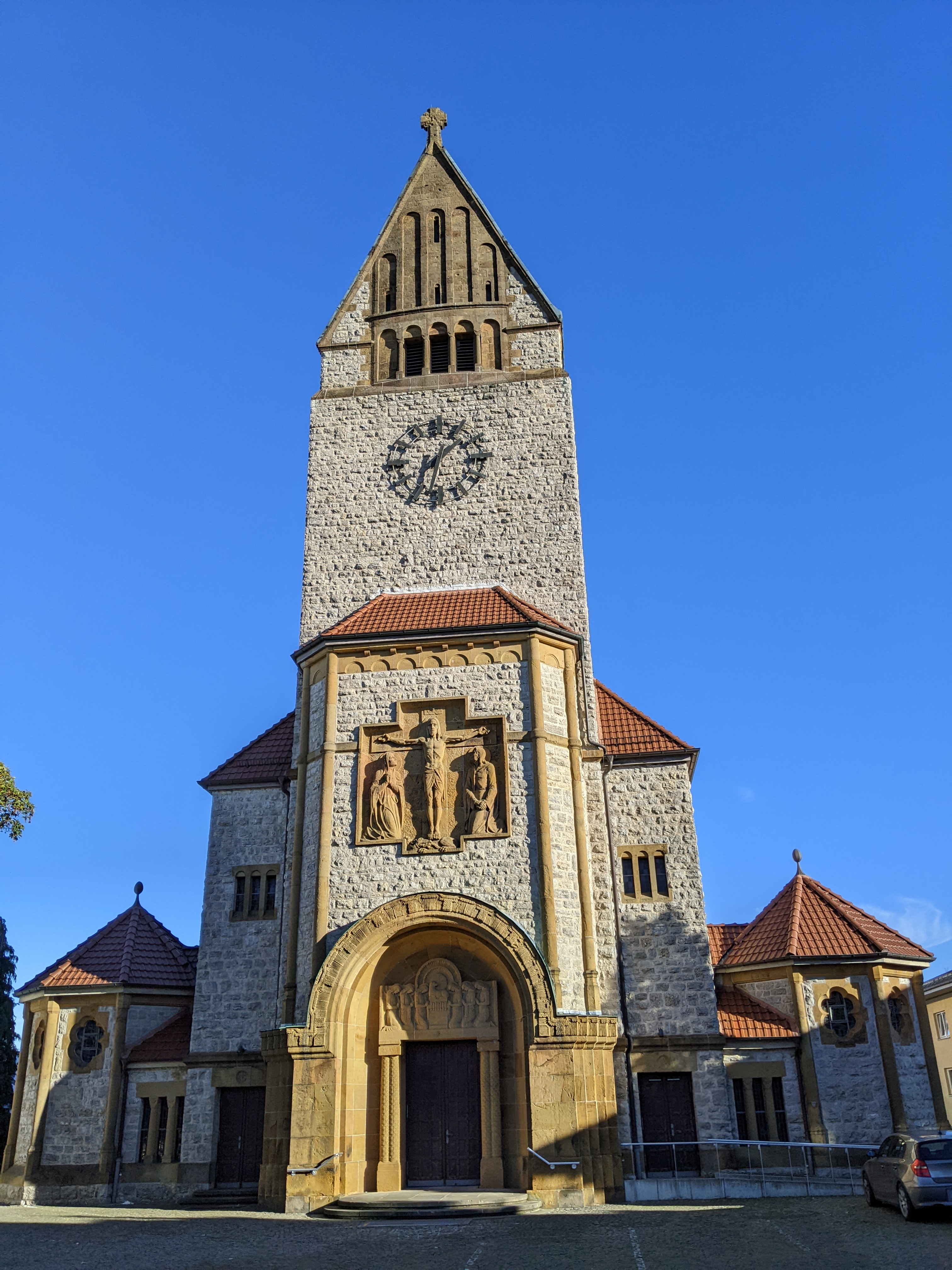
St. Joseph von außen

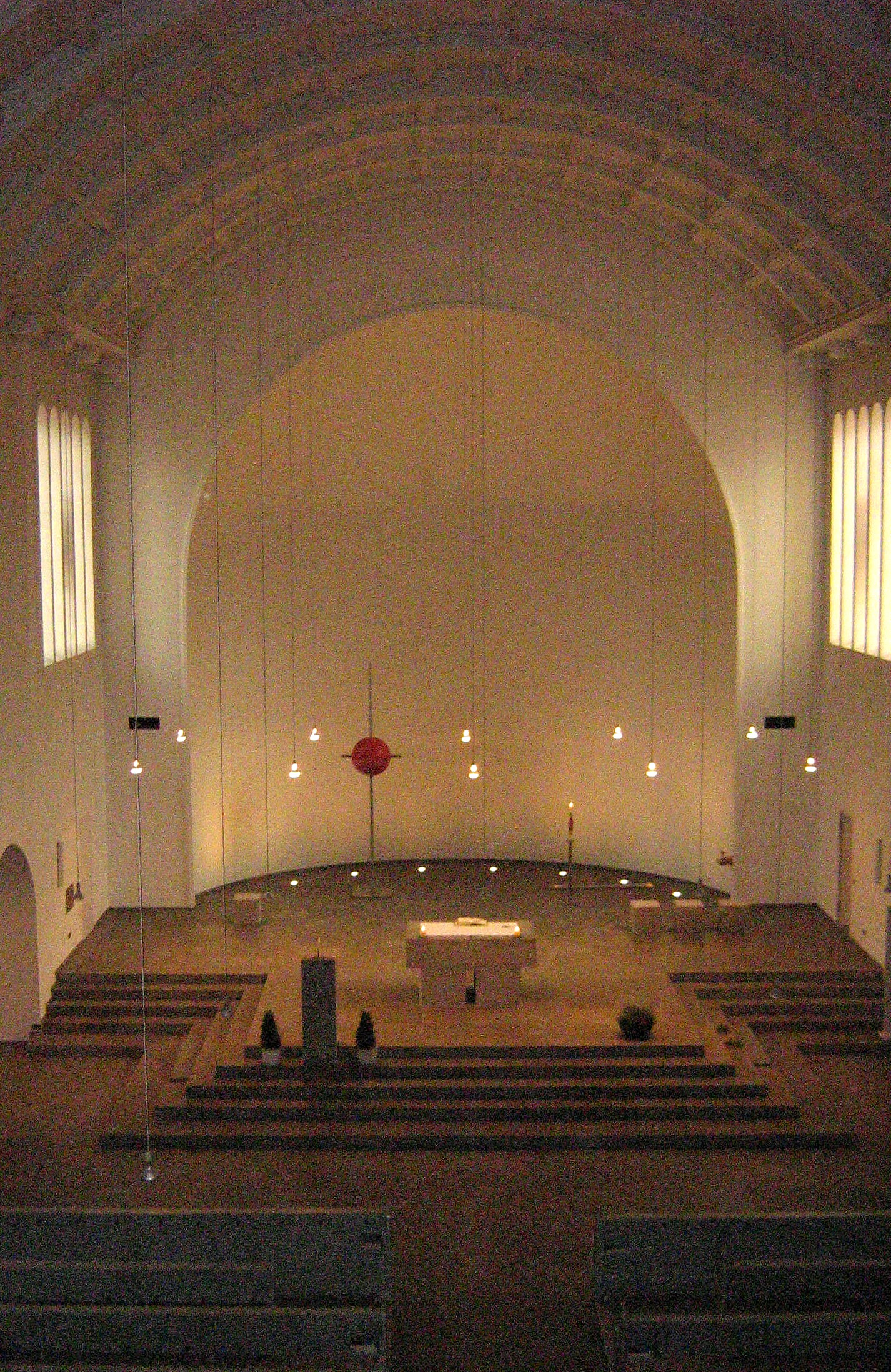
Altarraum

St. Joseph ist die Pfarrkirche der römisch-katholischen Pfarrgemeinde St. Joseph in Bielefeld. Sie steht in der August-Bebel-Straße 7 im Ostmannturmviertel, am nördlichen Rand der Innenstadt im Stadtbezirk Mitte.

## Kirche

### Baugeschichte
Die neuromanische Kirche mit Stilelementen der Gotik und des Jugendstils wurde ab 1908 in einem Neubaugebiet in der damaligen Kaiserstraße errichtet, etwa 25 Jahre später als die nahegelegene neugotische evangelische Pauluskirche. Durch die Industrialisierung in Bielefeld zum Ende des 19. Jahrhunderts entstand ein großer Bedarf an Wohnungen für die Fabrikarbeiter. Der katholische Bevölkerungsanteil stieg deutlich an und damit die Notwendigkeit einer neuen Kirche. Bis dahin war die Jodokuskirche die Pfarrkirche für alle Katholiken der damaligen Stadt Bielefeld. Deren Zahl betrug 1890 4600. Zu den Motiven für den Kirchbau gehörte auch „die kirchenfeindliche Tätigkeit der Sozialdemokratie, die Bielefeld immer als ureigenstes Gebiet angesehen hat“. Zum Pfarrpatron wurde wegen des Charakters der Pfarrei als Arbeiterpfarrei der heilige Joseph, Schutzpatron der Arbeiter, gewählt.
Zunächst wurde 1901/1902 das St.-Joseph-Fürsorgeheim für sittlich gefährdete und verwahrloste Kinder errichtet, in dessen Kapelle auch Gottesdienste für die Anwohner gefeiert wurden. Das Heim für rund 100 Mädchen wurde geführt vom Orden der Aachener Franziskanerinnen. Es bestand bis 1932 und wurde dann in ein Altenheim sowie einen Kindergarten und einen Kinderhort in Trägerschaft der Pfarrgemeinde umgewandelt. Die Ordensschwestern taten bis 1968 Dienst in diesen Einrichtungen. Ebenfalls 1901 entstand der Josephskirchenchor, ein Männerchor, als erste Gruppierung einer künftigen Pfarrgemeinde.
Da die Kapelle des Heimes sofort viel zu klein war, nahm man ab 1906 den Bau einer Kirche in Angriff; das Grundstück war bereits beim Bau des Heimes reserviert worden. Die Kirche wurde entworfen von dem Kölner Architekten Carl Moritz, Bauleiter war der Architekt Waltermann. Sie besteht aus einem hohen Hauptschiff mit kassettiertem Rundtonnengewölbe und zwei Seitenschiffen, heute mit Taufstein, Kreuzweg und Beichtraum (rechts) und Tabernakel (links). Der Turm ist als Giebelturm ausgeführt. An den Eingangsbereich unter dem Turm sind beidseitig Kapellen angefügt, die 1929 durch Schließung der Seiteneingänge entstanden und zunächst als Marienkapelle und Kriegerehrenmal ausgestaltet waren. Eine dient heute als Meditationsraum. An der Südseite bestand eine runde Taufkapelle. Das St.-Josephs-Heim war durch einen überdachten Bogengang mit der Empore der Kirche verbunden.
Die Grundsteinlegung fand am 8. November 1908 statt, die Benediktion durch Dechant Meyer aus Minden und die Aufnahme der Gottesdienste folgte am 20. März 1910. Die Kirchweihe am 11. Oktober 1915 nahm der Paderborner Weihbischof Heinrich Haehling von Lanzenauer vor. Die Kirche bekam 1914 eine Klais-Orgel und 1917 zwei Seitenaltäre, die dem Heiligsten Herzen Jesu und der Heiligen Familie gewidmet waren. 1922 bis 1929 wurden vier neue Glocken beschafft, es folgten Beichtstühle, ein Kreuzweg und eine Kanzel. Die Kirche wurde 1929 renoviert und war seit 1933 durch den Kirchenmaler Heinrich Repke im Stil der Nazarener ausgemalt.
Am 30. September 1944 wurden die Kirche und die Innenausstattung bei einem Bombenangriff weitgehend zerstört, ebenfalls das Pfarrhaus. Nur der Turm mit den vier Glocken blieb erhalten.

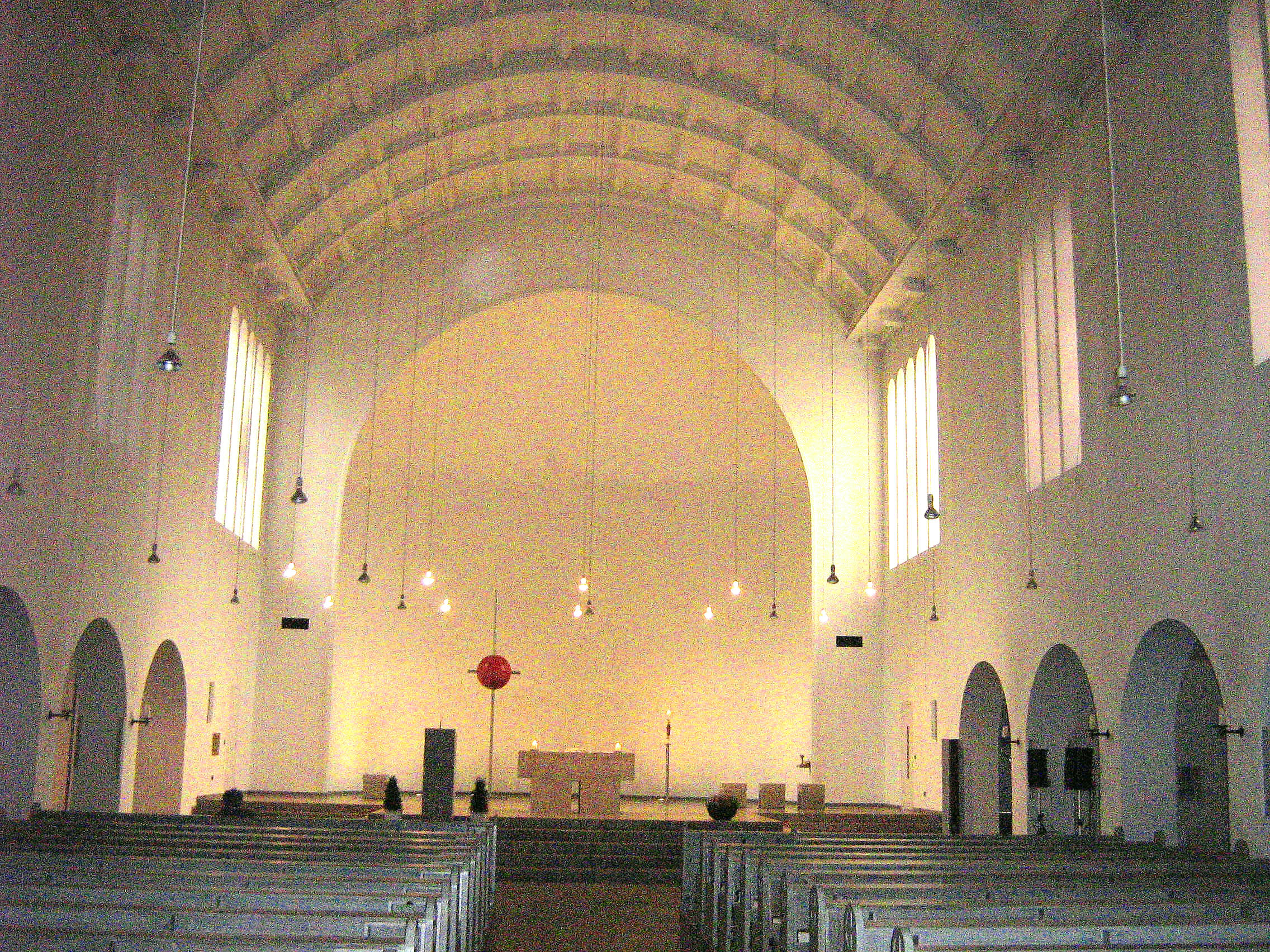
Das Hauptschiff der Kirche

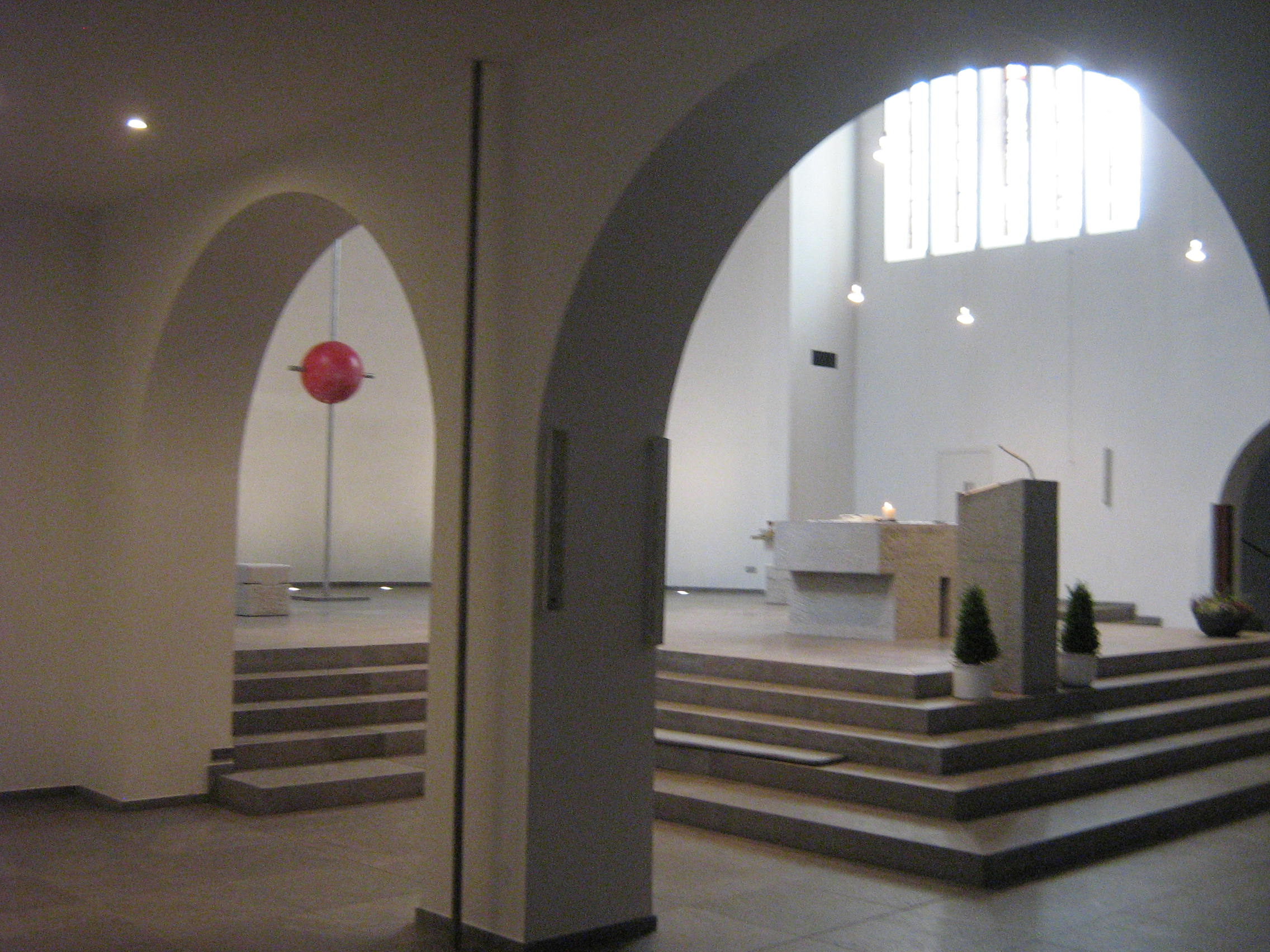
Blick vom Seitenschiff zum Altar

Die Gottesdienste fanden zunächst in den Trümmern, dann in der Turnhalle der Josephsschule und mehrere Jahre in einer Notkirche aus Holz statt. Die Kirche wurde 1952/1953 nahezu in der alten Form wiederaufgebaut, jedoch wurde der ursprüngliche Grundriss um 12 m verlängert, da die Gemeinde durch eine große Zahl Heimatvertriebener gewachsen war. Die Seitenschiffe wurden niedriger ausgeführt als vor der Zerstörung, auf die Taufkapelle wurde verzichtet. Die Benediktion der Kirche nach dem Wiederaufbau fand am 3. Mai 1953 durch Erzbischof Lorenz Jaeger statt. Ein neuer dreiflügeliger, geschnitzter Altar im Stil der Wiedenbrücker Schule, überragt von einer Kreuzigungsgruppe, bestimmte den Chorraum. Er wurde gestaltet von dem Künstler Heinrich Pütz. 1957 erhielt die Kirche wieder eine Klais-Orgel, die 1967 und 2009 gründlich überholt wurde.
Von 1998 bis 2000 wurden das Kirchengebäude renoviert und der Innenraum neugestaltet. Der künstlerische Entwurf hierzu stammt von Heinz Hollenhorst, die Bauaufsicht lag bei dem Architekturbüro Wolfgang Krause. Heinz Hollenhorst gestaltete ein Edelstahlkreuz mit einem kugelförmigen Korpus aus rotem Alabaster, dazu einen Altar, einen Ambo und vier Sedilien aus Muschelkalkstein, die in dem ansonsten schmucklos weiß gehaltenen großen Kirchenraum besondere Akzente setzen. Das Kreuz als zentraler Blickfang im Chorraum symbolisiert die Weltkugel an der Stelle, an der beim Kruzifix sonst der Korpus des gekreuzigten Jesus zu sehen ist. Die Gestaltung greift die Inschrift des Grundsteins im Chor der Kirche auf, den (leicht abgeänderten) Wahlspruch des Kartäuser-Ordens:
Stat crux dum volvitur terra. – Das Kreuz steht fest, während sich die Erde dreht.
Die Krypta unter der Pfarrkirche wurde 1968 zu einem Gemeindesaal umgebaut, der seit 1991 als Augustinussaal für Feste und Zusammenkünfte zur Verfügung steht. Der Kindergarten erhielt 1972 ein neues Gebäude, das Altenheim ab 2007. Die Trägerschaft beider Einrichtungen ist inzwischen von der Pfarrgemeinde auf Trägergesellschaften übergegangen.

### Orgel
Eine erste Orgel erhielt die Kirche Ostern 1914. Sie hatte 32 Register und 1886 klingende Pfeifen, stammte von der Firma Johannes Klais Orgelbau in Bonn und wurde 1944 bei der Bombardierung zerstört.
Die heutige Orgel wurde 1957 als Opus 1126 wieder von der Firma Klais erbaut. Es ist eine der letzten Orgeln dieser Firma mit elektrisch gesteuertem Kegelladen -bzw. Taschenladensystem. Die Orgelweihe war am 8. September 1957. 2009 wurde die Orgel durch die Firma Friedrich Kampherm Orgelbau in Verl renoviert. Sie hat 2329 Pfeifen in 34 Registern.
| I Rückpositiv C–g3 |       |
| Quintadena         | 8′    |
| Stillgedackt       | 8′    |
| Venezianerflöte    | 4′    |
| Principal          | 2′    |
| Sifflöte           | 1 ⁄3′ |
| Sesquialter II     |       |
| Scharff III–IV     |       |
| Krummhorn          | 8′    |
|                    |       |
| Tremulant          |       |

| II Hauptwerk C–g3 |        |
| Gedacktpommer     | 16′    |
| Principal         | 08′    |
| Rohrflöte         | 08′    |
| Spitzflöte        | 04′    |
| Quinte            | 02 ⁄3′ |
| Octav             | 02′    |
| Mixtur IV–VI      |        |
| Trompete          | 08′    |
| Schalmey          | 04′    |

| III Schwellwerk C–g3 |     |
| Holzflöte            | 08′ |
| Gemshorn             | 08′ |
| Principal            | 04′ |
| Rohrflöte            | 04′ |
| Hohlflöte            | 02′ |
| Cymbel IV            |     |
| Dulcianregal         | 16′ |
| Helle Trompete       | 08′ |

| Pedalwerk     |     |
| Principalbass | 16′ |
| Subbass       | 16′ |
| Zartbass      | 16′ |
| Octavbass     | 08′ |
| Gedacktbass   | 08′ |
| Choralbass    | 04′ |
| Nachthorn     | 02′ |
| Hintersatz IV |     |
| Posaune       | 16′ |

- Koppeln: I/II, III/I, III/II; I/P, II/P, III/P
- Spielhilfen: Handregister, 2 freie Kombinationen, Tutti, 1 freie Pedalkombination, 7 Einzelabsteller, Walze mit Absteller

### Glocken
Ein dreistimmiges Geläut, gegossen von Petit & Gebr. Edelbrock in Gescher, erklang erstmals zu Weihnachten 1912. Die Glocken wurden 1917 zu Kriegszwecken beschlagnahmt.
Die Kirche erhielt in den 1920er Jahren ihr heutiges Geläut, vier neue Stahlgussglocken, die vom Bochumer Verein für Gusstahlfabrikation (BVG) gefertigt wurden. Während die meisten Kirchen auch im Zweiten Weltkrieg ihre Bronzeglocken als wertvollen Rohstoff der Rüstungsindustrie zur Verfügung stellen mussten, waren stählerne Glocken davon ausgenommen. Auch die Zerstörung der Kirche durch Bomben 1944 überstanden die Glocken unbeschadet.
| Name                 | Gussjahr | Durchmesser (mm) | Gewicht (ca. kg) | Schlagton |
| -------------------- | -------- | ---------------- | ---------------- | --------- |
| Petrus und Elisabeth | 1928     | 1574             | 1494             | cis′ +2   |
| Jesus Salvator       | 1928     | 1387             | 955              | e′ +1     |
| Maria                | 1923     | 1170             | 610              | fis′ +8   |
| Josef                | 1922     | 1016             | 390              | a′ +2     |

## Pfarrgemeinde St. Joseph
Die Pfarrgemeinde St. Joseph bildet mit St. Maria Königin in Baumheide und Heilig Kreuz in Brake den Pastoralverbund Bielefeld-Mitte-Nord-Ost im Dekanat Bielefeld-Lippe (Erzbistum Paderborn) mit gemeinsamem Seelsorgeteam und gemeinsamem Pfarrgemeinderat.
Sie bestand von 1910 bis 1933 als Filialgemeinde von St. Jodokus, ab 1924 als Pfarrvikarie mit eigener Vermögensverwaltung, und wurde zum 1. Januar 1933 zur selbständigen Pfarrei erhoben. 1910 gehörten zur Gemeinde über 3000 Katholiken, 1928: 3500, 1932: 3000, heute: 2.197. 1936 wurden im Durchschnitt 1400 Messbesucher am Sonntag gezählt.
Von 1969 bis 1991 bestand in der Pfarrgemeinde ein Augustiner-Konvent mit bis zu vier Patres, von denen jeweils zwei als Pfarrer und Vikar die Seelsorge in St. Joseph versahen und die ansonsten überpfarrliche Aufgaben hatten, z. B. Seelsorge für Gehörlose, Altenheim- und Krankenhausseelsorge, Volksmission und Wissenschaft.
In der Kirche finden regelmäßig auch die Gottesdienste der tamilischen Gemeinde, der ungarischen Gemeinde und des Katholischen Gehörlosen-Vereins Epheta statt. 2008/2009 hatte die Kirche zusätzlich die Funktion einer Jugendkirche für Bielefeld.

### Gruppierungen und Einrichtungen in der Gemeinde
- Caritaskonferenz St. Joseph
- Katholische Frauengemeinschaft (kfd) St. Joseph
- Kolpingsfamilie Bielefeld-Zentral
- Singkreis St. Joseph

### Liste der Pfarrer an St. Joseph
| 1910–1928 | Anton Franke, Rektor, ab 1924 Pfarrvikar/Pfarr-Rektor       |
| 1928–1966 | Friedrich Mittrop, Pfarrvikar/Pfarr-Rektor, ab 1933 Pfarrer |
| 1966–1983 | P. Gebhardt Maulhardt OSA                                   |
| 1983–1989 | P. Egbert Reil OSA                                          |
| 1989–1991 | P. Ansgar Wehr OSA                                          |
| 1991–1999 | Stanislaus Walczak                                          |
| 2000–2007 | Bernhard Haaken                                             |
| seit 2008 | Blaž Kovac                                                  |